# Storminsigne van de Infanterie
Het Storminsigne van de Infanterie (Duits: Infanterie-Sturmabzeichen) was een Duitse militaire onderscheiding. Het insigne werd  20 december 1939 door de bevelhebber van het Duitse leger, generaal Walther von Brauchitsch, ingesteld. Deze onderscheiding moet, volgens de verordening, als een "zichtbaar teken van de erkenning van de in de aanval geharde infanterie en tegelijk als een aansporing zijn om de hoogste plicht te vervullen".
Het zilveren Panzerkampfabzeichen was de eerste onderscheiding van zijn soort. Later volgden het Infanterie-Sturmabzeichen en het Allgemeines Sturmabzeichen.
Het insigne wordt op de linkerborst gedragen. Na de oorlog mocht men in de Bondsrepubliek Duitsland gedenazificeerde storminsignes blijven dragen. Dat hield in dat de adelaar en de swastika waren verwijderd. Op overtreding van deze wet staan zware straffen. In de DDR is een geallieerd verbod om onderscheidingen van vóór mei 1945 te dragen altijd blijven gelden.
Het ontwerp voor dit insigne dat qua vorm in de Duitse militaire tradities past was van de Berlijnse firma CE Juncker. Het insigne is een verzilverde plaat van zink en laat een karabijn met bajonet in een ovale krans van eikenbladeren zien. Het embleem van de Wehrmacht, een adelaar met swastika, staat op het bovenste gedeelte van de krans.
Om dit insigne te krijgen moest men 
- als infanterist
- met een wapen in zijn hand
- na januari 1940
- bij drie aanvallen,
- en op drie verschillende dagen
- in de frontlinie,
- betrokken zijn geweest bij gevechten
- waarbij men de vijandelijke linie doorbrak.

Succesvolle verkenningen en gewelddadige tegenaanvallen werden geteld als "aanvallen" als zij leidde tot een man-tegen-mangevecht met de vijand. Ook het vernietigen van tanks door individuele soldaten telde mee voor deze onderscheiding.
Voor de bronzen versie van het Storminsigne van de Infanterie golden dezelfde regels. Dit insigne kon worden toegekend aan soldaten van de gemotoriseerde infanterieregimenten en eenheden met machinegeweren, de artillerie van de infanterie en anti-tankeenheden van infanterie en de alpine troepen.
Later in de oorlog werd het Storminsigne van de Infanterie ook aan de Waffen-SS (1 januari 1940- 1 juni 1940) en de politie (12 november- 1942) verleend. Voor de soldaten andere troepenindelingen kwam er een Allgemeines Sturmabzeichen en een Panzerkampfabzeichen.
Personeel van de luchtmacht dat al vóór 1 maart 1942 een Sturmabzeichen of het Infanterie-Sturmabzeichen toegekend had gekregen moest dit inruilen tegen een Erdkampfabzeichen der Luftwaffe.